# Колледж-Парк (Мэриленд)
Колледж-Парк (англ. College Park) — город в округе Принс-Джорджес, штат Мэриленд, США. Расположен примерно в 6,4 км от северо-восточной границы Вашингтона, округ Колумбия. 
Население 30 413 человек по данным переписи населения США 2010 года (32 163 человека по оценке 2019 года — 9-й по количеству жителей в штате.). 
Город наиболее известен своим университетом, а с 1994 года в городе также находится Национальный архив, являющийся подразделением Национального управления архивов США и Центра по прогнозированию погоды и климата (NCWCP) Национального управления океанических и атмосферных исследований (NOAA).